# Mongozo
Mongozo is de merknaam van een aantal bieren van de Nederlandse brouwerijhuurder Mongozo, op traditionele  wijze gebrouwen door Brouwerij Huyghe te Melle in de provincie Oost-Vlaanderen, België.
Mongozo betekent proost in de taal van het Chokwevolk, dat verspreid leeft over Angola, Congo-Kinshasa en Zambia.
Alle bieren van Mongozo zijn gemaakt voor de eerlijke handel en dragen het Max Havelaar keurmerk. 

## Geschiedenis
In 1993 kwam Henrique Kabia vanuit Angola als vluchteling in Nederland. Hij had het recept bij zich van het traditionele bier dat zijn betovergrootmoeder brouwde. Dit recept diende als basis voor het brouwen van Mongozo Palmnut.
In 1998 besloten Henrique Kabia en Jan Fleurkens het bier te commercialiseren en in 1999 werd Mongozo Palmnut officieel op de Nederlandse markt gebracht. In 2001 werd Mongozo Banana gelanceerd, gevolgd door Mongozo Quinua in 2003. In juni 2003 overlijdt Henrique Kabia bij een ongeval, maar zaakvoerder Jan Fleurkens blijft het bedrijf op dezelfde weg voortzetten. In de lente van 2005 wordt Mongozo Coconut uitgebracht en het laatste bier in de reeks is Mongozo Mango (2008). Sinds september 2010 wordt Mongozo Premium Pilsener gebrouwen.

## Bieren
- Mongozo Palmnut. Diep roodbruin bier (7% alc.vol) met Afrikaanse palmnoot. Gebaseerd op een traditioneel bier uit Angola.
- Mongozo Banana. Lichtgeel bier (3,6% alc.vol) met banaan. Bananenbier is het traditionele bier van de Massai in Kenia en Tanzania.
- Mongozo Quinua. Goudbruin bier (5,9% alc.vol) met quinua. Gebaseerd op het traditionele bier in Bolivia.
- Mongozo Coconut. Blond bier (3,6% alc.vol) met kokosnoot. Voor dit bier werd een speciale drinkbeker ontworpen in de vorm van een halve kokosnoot.
- Mongozo Mango. Blond bier (3,6% alc.vol) met mango.
- Mongozo Premium Pilsener. Pilsbier (5% alc.vol). De ingrediënten: biologische gerstemout, fairtrade en biologische rijst, biologische hop en gist en water. Dit bier is glutenvrij en draagt zowel het EU-logo voor biologische productie als het Fairtrade/Max Havelaar-keurmerk.
- Mongozo Buckwheat White, witbier (4,8% alc.vol), biologisch, glutenvrij en fairtrade.

## Prijzen
- Op de Horecabeurs te Gent in november 2010 werd deze pils tijdens een officiële onafhankelijke pilsproef uitgeroepen tot beste pils van België.
- Mongozo Premium Pilsener won in 2012 de gouden medaille op de World Beer Awards in de categorie World's Best Gluten-free Lager.